# SummerSlam (2005)
SummerSlam (2005) — восемнадцатое по счёту шоу SummerSlam, PPV-шоу производства американского рестлинг-промоушна World Wrestling Entertainment (WWE). Шоу прошло 21 августа 2005 года на арене MCI Center в Вашингтоне, США. На нём проводились матчи, в которых принимали участие рестлеры брендов Raw и SmackDown!.
Главным матчем на бренда Raw был матч Халка Хогана против Шона Майклза, который выиграл Хоган. Это было первое выступление Хогана на SummerSlam с 1991 года.

## Результаты
| № | Результаты                                             | Условия                                                                       | Время |
| --- | ------------------------------------------------------ | ----------------------------------------------------------------------------- | ----- |
| 1H | Крис Мастерс победил Урагана (с Роузи и Стэйси Киблер) | Одиночный матч                                                                | 01:56 |
| 2 | Крис Бенуа победил Орландо Джордана (c)                | Одиночный матч за титул чемпиона Соединённыех Штатов WWE                      | 00:25 |
| 3 | Эдж (с Литой) победил Мэтта Харди                      | Одиночный матч                                                                | 04:50 |
| 4 | Рей Мистерио победил Эдди Герреро (с Вики Герреро)     | Матч с лестницами за родительские права на Доминика                           | 20:19 |
| 5 | Курт Энгл победил Юджина (с Хемме Кристи)              | Одиночный матч за золотую Олимпийскую медаль Курта Энгла                      | 04:31 |
| 6 | Рэнди Ортон (с Бобом Ортоном) победил Гробовщика       | Одиночный матч                                                                | 17:17 |
| 7 | Джон Сина (c) победил Криса Джерико                    | Одиночный матч за титул чемпиона WWE                                          | 14:49 |
| 8 | Батиста (c) победил Джона «Брэдшоу» Лэйфилда           | Матч без правил за титул чемпиона мира в тяжёлом весе (англ. No Holds Barred) | 09:05 |
| 9 | Халк Хоган победил Шона Майклза                        | Одиночный матч                                                                | 21:24 |
| - (ч) – чемпион на начало матча - H – указывает, что матч транслировался перед шоу на Sunday Night Heat |                                                        |                                                                               |       |

## Примечание
1. ↑  SummerSlam. www.prowrestlinghistory.com. Дата обращения: 25 мая 2022. Архивировано 23 октября 2013 года.